# Rohatec
Rohatec è un comune della Repubblica Ceca facente parte del distretto di Hodonín, in Moravia Meridionale.